# Henry Renno Heyl
Henry Renno Heyl (Columbus, Ohio, 12 de setembre del 1842 - Filadèlfia, Pennsilvània, 18 de març del 1919) fou un inventor estatunidenc. Membre de Franklin Institute durant molts anys, se li atribueix el fet d'haver ideat i patentat el fasmatrop.

## Biografia
Henry Renno Heyl va néixer el 1842 a la capital d'Ohio. De jove serví a la milícia, i anys després es traslladà a Filadèlfia, Pennsilvània, per prosseguir amb els seus estudis i la seva professió, ja que des de ben jove mostrà un notori interès per la ciència i les invencions relacionades amb la fotografia i la imatge en moviment. El 1870 es casà amb Mary Knauff, amb la qual va tenir quatre fills, i aquell mateix any, a l'Acadèmia de Música de Philadelphia, presentà el seu invent més important, el fasmatrop.
Morí a Filadelfia el març del 1919.

## El seu invent
El fasmatrop consisteix en una combinació entre el daguerrotip i el fenaquistoscopi, és a dir, Heyl es proposà ajuntar dues tècniques per fer funcionar imatges reals i projectar imatges en moviment. Un inconvenient fou que els models de la fotografia de l'època havien d'estar quiets durant molt de temps, però a mesura que això anà perfeccionant-se amb el pas dels anys, l'invent de Henry R. Heyl quedà com un clar antecedent a la creació del cinematògraf dels germans Lumière, els quals perfeccionaren totes les tècniques d'aquesta índole conreades en els anys previs a 1895.